# Neuville-au-Bois
Neuville-au-Bois är en kommun i departementet Somme i regionen Hauts-de-France i norra Frankrike. Kommunen ligger i kantonen Oisemont som tillhör arrondissementet Abbeville. År 2022 hade Neuville-au-Bois 146 invånare.

## Befolkningsutveckling
Antalet invånare i kommunen Neuville-au-Bois
| Referens: INSEE |